# El gaucho insufrible
El gaucho insufrible es el tercer libro de cuentos, y el primero de manera póstuma, del escritor chileno Roberto Bolaño (1953-2003), publicado en 2003 por la Editorial Anagrama en Barcelona, España, donde el autor falleció a la edad de 50 años.
Posteriormente fue lanzado por la misma editorial junto con sus libros de cuentos Llamadas telefónicas y Putas asesinas en un único libro llamado Cuentos.
A diferencia de su siguiente libro de cuentos, El secreto del mal, publicado en 2007, este libro se encontraba virtualmente terminado al momento del fallecimiento de su autor. Al año siguiente de su publicación, Bolaño fue galardonado póstumamente en Chile por esta obra con el Premio Altazor en la categoría de «Narrativa». Un año después, el autor sería galardonado nuevamente con el mismo premio por su novela 2666.

## Últimos días de vida
El 29 de junio de 2003, Bolaño se había alojado con su hijo Lautaro en su apartamento que utilizaba como taller en Blanes. A la mañana siguiente, y luego de dejar a su hijo en el colegio, como consecuencia de su insuficiencia hepática comenzó a sentirse muy mal, escupiendo sangre. Entonces telefoneó a Carmen Pérez de Vega, su última pareja desde hace un tiempo, quien lo fue a buscar desde Barcelona en vehículo. El escritor insistió en que no fueran al hospital, y en cambio se dirigieran a la casa de Carmen en Valldoreix, San Cugat del Vallés. Allí Bolaño imprimió una copia de El gaucho insufrible, que tenía guardada en un disquete que entregó ese mismo día a su amigo Jorge Herralde, editor de Anagrama, donde publicó la mayoría de su obra. La madrugada del 1 de julio, Roberto despertaría vomitando sangre, y Carmen lo llevaría al Hospital Universitario Valle de Hebrón, donde fallecería dos semanas después esperando por un trasplante de hígado.

## Estructura
El libro consta de cinco cuentos, el primero de los cuales es «Jim», el más breve de todos, que ya había sido publicado previamente en septiembre de 2002 para una columna del periódico chileno Las Últimas Noticias titulada «Entre paréntesis», para la cual Bolaño escribió entre enero de 1999 y enero de 2003. El protagonista homónimo de este cuento está basado en un personaje real, el dueño estadounidense de una pizzería ubicada a una cuadra del café La Habana, donde a Bolaño le gustaba mucho comer cuando tenía dinero. En su novela Los detectives salvajes también le dedica un párrafo a este personaje.
A dichos cuentos le suceden dos discursos de conferencias, escritos durante sus últimos meses de vida. El libro está dedicado a sus hijos Lautaro y Alexandra, así como a su amigo, editor y crítico literario Ignacio Echevarría. Además el cuento «El gaucho insufrible» lo dedica al escritor y periodista argentino Rodrigo Fresán; «Policía de las ratas» a Robert Amutio (traductor de Los detectives salvajes al francés) y Chris Andrews; «El viaje de Álvaro Rousselot» a Carmen Pérez de Vega (su última pareja); y sus conferencias «Literatura + enfermedad = enfermedad» y «Los mitos de Cthulhu», respectivamente, a su amigo el hepatólogo Víctor Vargas, y al escritor, crítico y guionista argentino Alan Pauls.
El título de la última conferencia alude a los mitos de Cthulhu de H.P. Lovecraft. Ésta había sido leída por Bolaño en noviembre de 2002, en el curso que le dedicó la Cátedra de las Américas del Institut Català de Cooperació Iberoamericana de Barcelona, siendo publicado junto a las demás ponencias en un único volumen. Adicionalmente, también fue leída en reemplazo de «Sevilla me mata» (un texto inacabado que finalmente se publicó en Entre paréntesis, 2004) para el I Encuentro de Escritores Latinoamericanos, organizado por la editorial Seix Barral en Sevilla en junio de 2003.

## Lista de textos

### Cuentos
1. «Jim»
2. «El gaucho insufrible»
3. «El policía de las ratas»
4. «El viaje de Álvaro Rousselot»
5. «Dos cuentos católicos»

### Conferencias
1. «Literatura + enfermedad = enfermedad»
2. «Los mitos de Chtulhu»

## Recepción y crítica

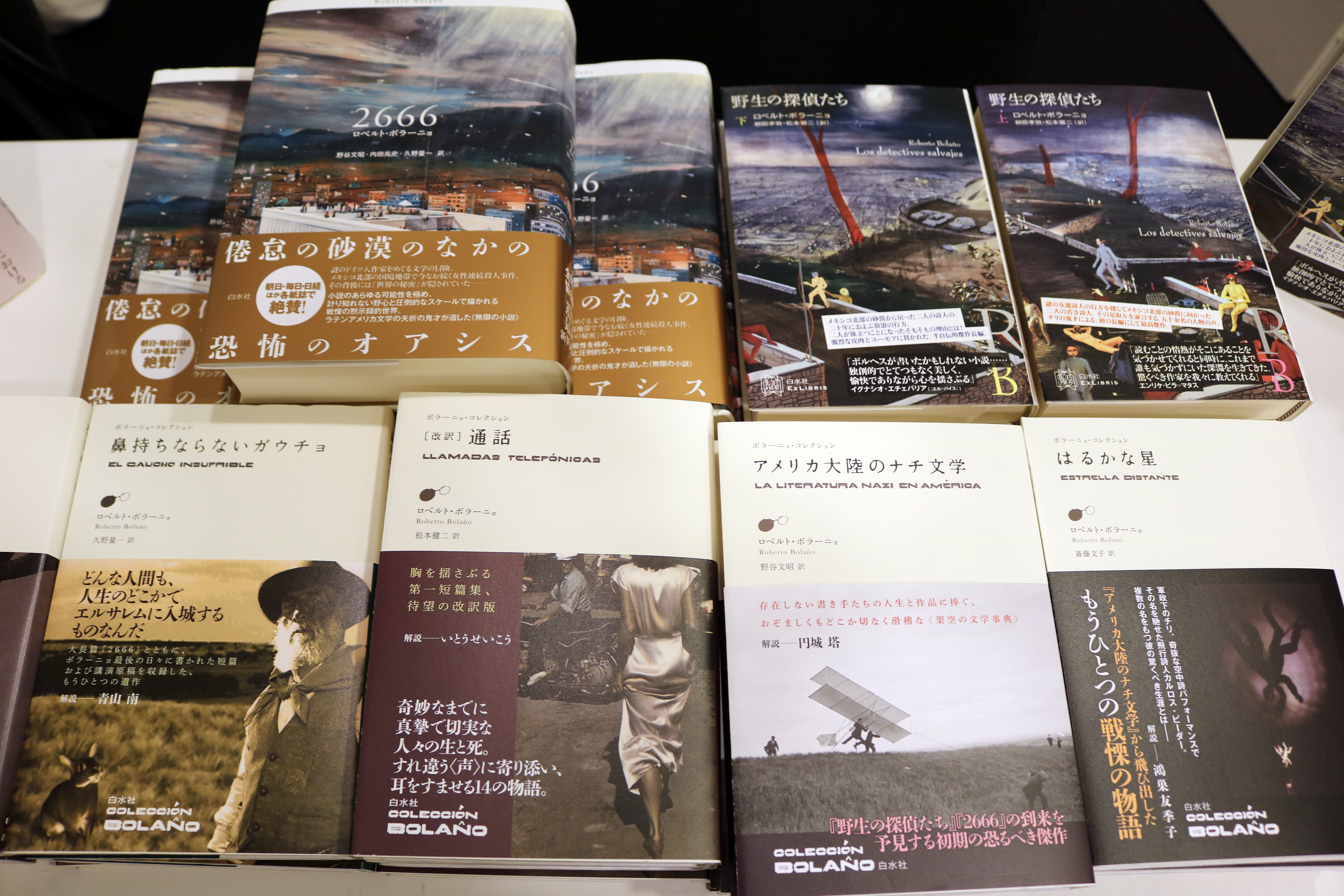
El gaucho insufrible (abajo, izquierda) junto a otros libros de Bolaño traducidos al japonés.

El escritor Jorge Volpi, pese a destacar el legado literario de Bolaño, calificó póstumamente esta obra, junto a Putas asesinas, como libros «irregulares» del autor. Para la escritora Carmen Boullosa, este libro contiene «irregulares ejercicios de un maestro de acrobacia narrativa».

## Análisis de la obra

### «El gaucho insufrible»
Este cuento ha sido analizado extensamente por el académico Gustavo Faverón Patriau, distinguiendo en él abundantes menciones a escritores argentinos tales como Borges, Di Benedetto, Dabove, Cortázar, Wilcock y Fresán. Para Faverón, en este cuento todo es intertextual y metaliterario, y así viene a constituirse como una parodia, crítica y reinterpretación a la literatura gauchesca.
Como Borges, Bolaño retrata el campo como el origen de todo. El protagonista, el abogado Pereda, entregado a la vida y la literatura de un modo que recuerda a Sterne, al Quijote y al mismo Borges, hacia la mitad del relato recuerda una cabalgata con su padre, y a éste diciéndole que no volverán allí. Por eso su regreso, años más tarde, representa un retorno al paraíso, al vientre uterino. Es significativo el hecho de que tanto en este como en otros pasajes, no aparecen mujeres. Pereda está estrechamente ligado al Baltasar Espinosa de «El evangelio según Marcos». En este último, la marginalidad de los gauchos viene del desconocimiento de su madre, mientras que en el cuento de Bolaño, proviene de la pérdida de ésta. La tragedia y la parodia en el cuento de Bolaño, para el crítico, provienen a su vez de «Padres de la patria», de la Historia argentina de Fresán, escritor a quien el escritor chileno le dedicó su relato.
El relato, que podría considerarse como una versión delirante de «Casa tomada» de Cortázar, también se relaciona con «Carta a una señorita en París», si bien en este último la transición se produce del campo hacia la ciudad, y no a la inversa. Su protagonista, como Espinosa en el «El evangelio según Marcos», es ungido dios por quienes lo rodean, pero mientras el personaje de Cortázar se suicida, el de Borges acepta su crucificción, dejando posiblemente un secreto heredero, trasunto del mestizaje. En el cuento de Bolaño, el hombre de ciudad también se convierte en un mesías pampino, pero humanizado, sin lo trascendental, y que «no habrá de volverse gaucho en camino a la muerte, sino en la búsqueda vital». Además, el mestizaje no sólo se sugiere, sino que Pereda incluso lo hace público y lo aconseja a su hijo, a quien invita a vivir con él. La manera de Bolaño de abordar la crisis de su personaje difiere de la de los relatos anteriores, pero la salida se inspira en el «El evangelio según Marcos».
El protagonista también está estrechamente relacionado con el Juan Dahlmann de «El sur», también de Borges, relato del que Bolaño hace una lectura poco frecuente, al distinguir que los supuestos gauchos son en verdad ciudadanos exiliados en un entorno rural. Así, a diferencia de otros relatos gauchescos, los personajes de Bolaño son falsos campesinos. En el cuento de Bolaño, se repite la escena de la llegada del protagonista a la pulpería, pero lejos de ser una escena decisiva como en «El sur», aquí es una escena cómica, pues un jardinero le facilita sin problemas un caballo, que convertirá a Pereda en el «centauro» de «Aballay», relato del libro Absurdos de Di Benedetto, donde un gaucho buscando su redención se propone nunca más bajarse de su caballo. Como en el cuento borgiano, los pampinos de «El gaucho insufrible», si bien esconden un criollismo propio de la ciudad, son igualmente toscos, aindiados y belicosos. Este último rasgo también lo comparten los personajes de «Aballay». Pereda también se relaciona con el protagonista de «Caballo en el salitral» de Di Benedetto, con quien comparte la espera a que algo ocurra mirando la línea del tren. Estos dos últimos cuentos están a su vez fuertemente ligados al relato «Ser polvo» de Dabove.
Un recurso comúnmente utilizado por escritores argentinos es el de los «conejos invasores», como representación de aquella plaga endémica que afectó fuertemente la agricultura y economía ganadera de Argentina a fines del siglo XX. Esta figura, que aparece por ejemplo en «Carta a una señorita en París» de Cortázar, en el cuento «Conejos» de Absurdos, o en El estereoscopio de los solitarios de Wilcock, Bolaño la aplica, según Patriau, como un «aparente artificio de malignidad casi infantil (...) investido del poder de convocar a la vez la perturbación de la naturaleza y el colapso de la economía». En este sentido, Bolaño también incluye en su obra el absurdo de la pobreza agraria, esto es, el hecho de que los campesinos, pese a gozar de recursos naturales, suelen viven en la miseria. No obstante lo anterior, «El gaucho insufrible» reivindica el optimismo, evitándose la muerte del protagonista, a diferencia de otros relatos gauchescos anteriores. Pereda fecunda a una campesina y el campo se vuelve fértil. Al contrario de Dahlmann en «El sur», Pereda regresa a la ciudad, pero decide retornar nuevamente a la pampa, airoso y optimista. Así, en relación con el relato de Wilcock, la obra de Bolaño viene a ser «la comedia post apocalíptica que revisa esa tragedia de la aniquilación».

### «El policía de las ratas»
El protagonista del cuento «El policía de las ratas» es sobrino de la rata «Josefina la Cantora», la cual aparece en el relato Josefina la cantora o el pueblo de los ratones de Franz Kafka. Para el escritor boliviano Edmundo Paz Soldán, este cuento se inscribe en el esquema del relato policial». Opiniones similares comparten la periodista Barrena Begoña, para quien se trata de un «thriller metafórico», y el periodista Marcos Ordóñez, quien lo cataloga como serie negra. Para Ordóñez, este cuento también habla «del arte como obsesión y diferencia», siendo el detective protagonista tan artista como su tía, en el sentido de que se esmera incansablemente por encontrar una verdad que los demás no quieren ver.

### «El viaje de Álvaro Rousselot»
El cuento «El viaje de Álvaro Rousselot» para la investigadora Valeria de los Ríos «problematiza de manera paradigmática el uso del mapa cognitivo y de las fotografías» en la obra de Bolaño, por sobre el uso de la figura del archivo, utilizada por el Boom latinoamericano. En este cuento, dice de los Ríos, el mapa se exhibe «por un tour o trayectoria, que representa el espacio desde una perspectiva interna y móvil», continuando con una estrategia también utilizada en Los detectives salvajes y 2666. Por lo demás, aquí también «Bolaño desestabiliza el clásico binario de la tradición literaria latinoamericana: el plagiario no es de la periferia, sino metropolitano. Además, es el cine el que copia a la literatura y no en forma de adaptación —una estrategia ampliamente difundida—, sino como la apropiación ilícita de un argumento». En el mismo cuento, finalmente, el protagonista se encuentra con un «clochard» en París, un personaje típico de allí; decide sacarle fotos a cambio de dinero, y éste posa como si fuese un turista, confesando más tarde ser también argentino, utilizando Bolaño así la figura del doble —al cambiar del idioma francés al argentino, comienza a tutearlo— pero más bien de un doble invertido —el clochard se marcha en dirección contraria—.

## Adaptación al teatro
El cuento «El policía de las ratas» fue llevado al teatro en 2013 por el director Àlex Rigola, quien ya había teatralizado la novela del autor 2666. Como la anterior adaptación de Rigola, la obra es en castellano, el idioma nativo del autor. El protagonista Pepe el Tira es interpretado por el actor Joan Carreras, mientras que el actor Andreu Benito interpreta a todos los demás personajes, siendo a la vez una voz omnisciente, quizás la del Bolaño narrador. La escenografía estuvo a cargo de Max Glaenzel y Raquel Bonillo. Esta versión teatral tiene 55 minutos de duración.
La obra inauguró el Festival de Teatro de Venecia el 2 de agosto de 2013. Durante noviembre fue también presentada en el Teatre Lliure de Barcelona, y en febrero en el Teatro de La Abadía de Madrid. En 2014 se presentó en Chile en el Teatro Municipal de Las Condes.